# Sixto Soría
Sixto Soria est un boxeur cubain né le 27 avril 1954.

## Carrière
Il participe aux Jeux olympiques d'été de 1976. Grand favori avant le début de la compétition, il s'incline finalement en finale face à l'américain Leon Spinks.
Deux ans plus tard, il devient champion du monde à Belgrade.